# Julio Muñoz Ramonet
Julio Muñoz Ramonet   (Barcelona, 18 de febrer de 1916 - Coira, 9 de maig de 1991) fou un empresari barceloní. Sense una ideologia política definida, tot i que aprofità les bones relacions amb les autoritats franquistes, bastí un entramat societari monumental junt amb son germà Álvaro. Home amant de l'ostentació i faldiller, representa una figura paradigmàtica del nou ric a l'Espanya franquista. El seu imperi, construït sobre la base de l'especulació i l'estraperlo entrà en decadència a mesura que el mercat espanyol esdevenia cada cop més competitiu i refractari a la corrupció. Tot i això, la seva fortuna al moment de la seva mort era considerable i en el seu testament establí la creació d'un fons artístic per al gaudi dels barcelonins, cosa que aquest no ha pogut començar a fer estimacions d'aquest llegat fins al 2014 quan l'Ajuntament de Barcelona, després d'un llarg litigi amb les seves filles, rebé les claus de la residència familiar del carrer de Muntaner, no sense la decebedora sorpresa de trobar a faltar les obres més rellevants.

## Biografia
Fill de Serafín Muñoz Ruiz, immigrant d'origen andalús, i de Florinda Ramonet Sindreu (†1962),
nascuda a Martinet de Cerdanya i neboda del propietari dels grans magatzems El Barato de Barcelona, on començà a treballar. Estudià batxillerat i començà a cursar dret, carrera que no acabà. Durant la Guerra Civil, els seus pares fugiren cap al bàndol nacional i s'establiren a Sant Sebastià, on morí el seu pare; la seva mare establí bones relacions amb les altes autoritats militars. Julio passa el principi de la guerra a Barcelona, on actuà com a agent dels serveis d'espionatge franquistes sota les ordres del llavors coronel Ungria.
Un cop acabat el conflicte, la família Muñoz Ramonet retornà a Catalunya i, aprofitant les bones relacions establertes amb les autoritats militars franquistes, especialment amb els capitans generals de Catalunya, aconsegueixen influir sobre el repartiment de quotes del cotó, el comerç del qual, com molts altres béns, estava controlat en aquell moment per l'estat. Amb aquest control de les quotes eliminaven les quotes assignades a certes fàbriques, o les minvaven de tal manera que aquestes no tenien més remei que tancar per manca de matèria primera, moment en què el germans Muñoz aprofitaven per comprar-les a preus rebentats, com fou el cas de l'Algodonera del Pilar.
A la dècada dels 1940, Julio i Álvaro bastiren el seu imperi empresarial, adquirint una vintena de fàbriques tèxtils, com Can Batlló, els grans magatzems El Siglo i El Águila, i Julio fundà i administrà multitud d'empreses com la Inmobiliaria el Águila, la Compañía Internacional de Seguros, els magatzems El Siglo i El Águila. La seu era la Torre Muñoz, al costat del Palau Robert. Presidí diverses societats com la Compañia Internacional de Seguros, Comar, Sociedad Anónima, Sociedad Anónima Muñoz de Navegación y Comercio Exterior, o la Compañía Internacional del Corcho Durant la postguerra les seves companyies de la indústria tèxtil arribaren a aplegar uns 45.000 treballadors.
El juliol del 1946 es casà a l'església parroquial de Santa María de Sant Sebastià amb Carmen de Villalonga, filla del financer valencià Ignasi Villalonga i Villalba. La cerimònia fou oficiada per l'arquebisbe de València Marcelino Olaechea De l'enllaç nasqueren Carmen, Isabel, Alexandra i Helena, aquesta darrera batejada també per l'arquebisbe Olaechea. El 1966, se separà de Carmen Vilallonga, mantenint una relació sentimental amb una altra dona. Una de les seva amants va ser la coneguda prostituta Carmen Broto, que fou assassinada el 1949.
El 1958 fou elegit vicepresident de la Junta nacional de las fibras cortadas artificiales. En opinió de Francesc Cabana el canvi de model econòmic espanyol que passà de l'autarquia a una economia de mercat propicià la davallada dels negocis espanyols, unida a un empitjorament de les relacions amb el Banco Central, dirigit pel seu sogre, que li embargà el Palau Robert; per això Julio tendí a obrir la mirada a altres mercats. Obrí un parell de bancs a Suïssa, mitjançant els quals facilità a la família de Trujillo la fugida de capitals cap a Europa. Va contractar com a assessor el president de la comissió, la persona encarregada de supervisar el funcionament dels bancs suïssos. Això provocà un escàndol bancari que li feu perdre aquests dos bancs.
El batlle episcopal d'Andorra, equivalent al jutge d'instrucció espanyol, acusà el 1974 a Julio Muñoz, junt amb Joaquim Arana, d'estafa i alçament de béns. El 1979, el Tribunal de Corts andorrà l'exonerà d'aquestes acusacions.
El 1986, l'esfondrament de la Compañía Internacional de Seguros, que deixava un forat 3.000 milions de pessetes i sense feina uns 200 empleats, propicià la seva fugida a Suïssa.
Els darrers cinc anys de la seva vida els passà allotjat en un hotel de la localitat suïssa de Bad Ragaz, emportant-se la coleccio de cotxes de luxe, una col·lecció de joies i part de la col·lecció de miniatures del llegat Bosch Catarineu.

## Llegat artístic

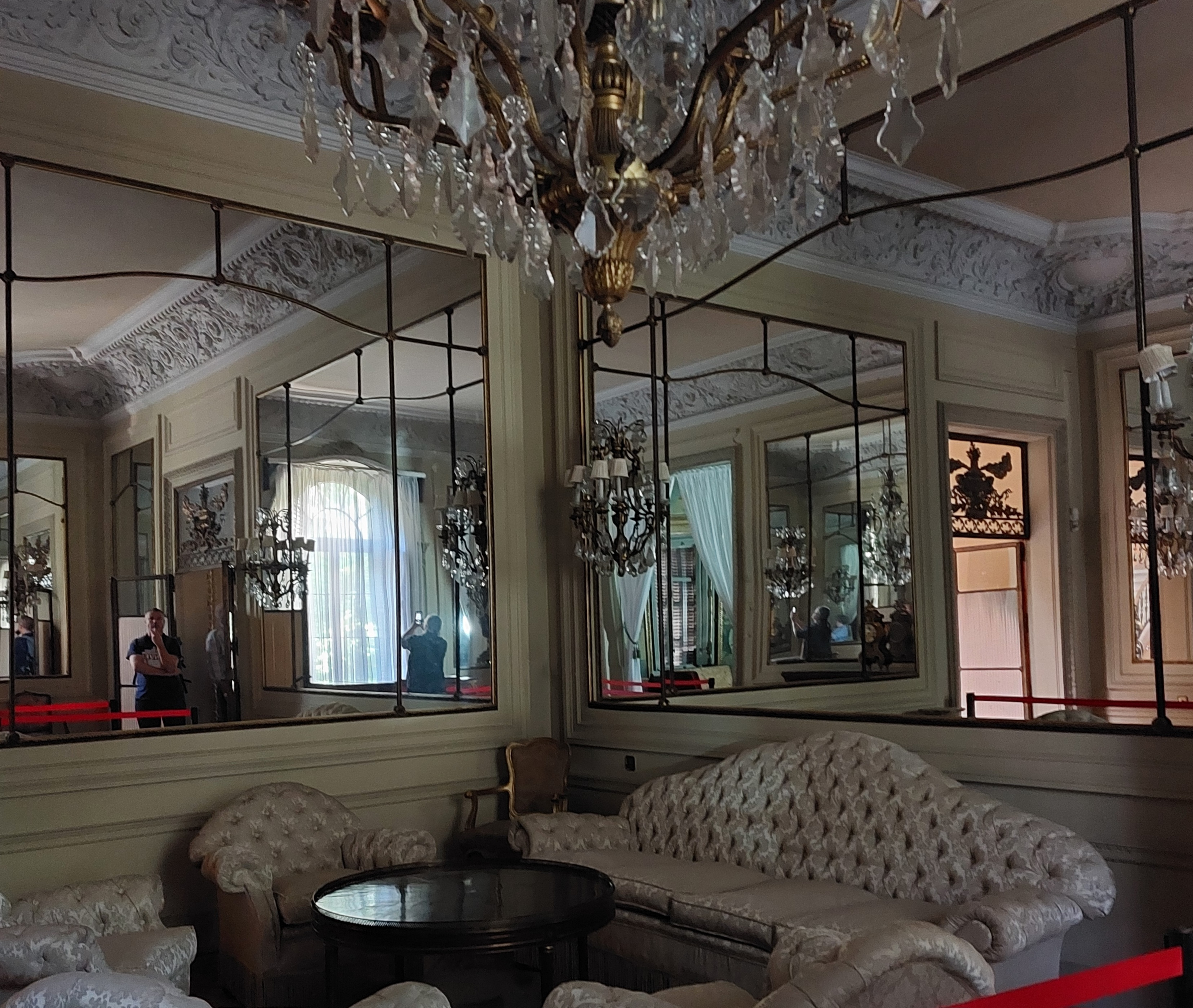
Casa de Muñoz Ramonet, el Palau del Marquès d'Alella

Muñoz va tenir un fort interès per a adquirir obres d'art, formant una gran col·lecció de diversos estils i procedències passant de l'art romànic fins a les noves tendències de l'art modern. El gruix d'aquesta col·lecció neix amb l'adquisició tèrbola del llegat que l'empresari Ròmul Bosch i Catarineu havia dipositat al MNAC per a avalar un crèdit atorgat a La Industrial Algodonera, de la qual n'era el màxim accionista, per l'Institut de Crèdit Forçós de la Generalitat republicana. Mort Bosch i Catarineu poc abans de la guerra, l'aval no fou recuperat pels seus hereus legítims. L'any 1945, Muñoz Ramonet va comprar La Industrial Algodonera i amb ella els drets sobre l'aval del crèdit que liquidà de forma força favorable deixant algunes obres al Museu d'Art de Catalunya, però conservant gran part de la col·lecció Bosch Catarineu consistent en escultures, pintures i una important col·lecció de miniatures. Julio també anà adquirint pel seu compte i risc diverses obres directament a rectors de parròquies espanyoles, o a marxants d'art, en algun cas de dubtosa procedència, com Erik el Belga, i eventualment també directament a artistes.
En el seu testament, dipositat en una notaria suïssa, instituïa la creació de dues fundacions, una a Bad Ragaz, i l'altra a Barcelona amb el seu nom, a la qual llegà als barcelonins la seva residència del carrer de Muntaner amb les obres d'art del seu interior. Ignorant encara l'Ajuntament de Barcelona d'aquestes disposicions testamentàries, es creu que l'hivern de 1991 es produí l'espoli de les obres d'art del palauet, quan un mínim de dos tràilers foren usats presumptament per a endur-se diverses obres, entre les quals hi havia unes 400 obres d'autors afamats com El Greco, Goya, Paret y Alcázar, Pantoja de la Cruz, Fortuny, Anglada Camarasa, Zurbarán, Gainsborough, Claude Monet, Tiziano, Rembrandt, Murillo, Utrillo, Rigaud, Winterhalter, Grünewald, Eugenio Lucas, Romà Ribera. Es creu que hi hagué la complicitat com a mínim d'Isabel Muñoz Vilallonga, una de les filles de l'empresari, tot i que diverses sentències impliquen totes quatre germanes a restituir els béns llegats pel seu pare. No fou fins al 1995, que arran de la publicació d'un article periodístic, l'Ajuntament constituí la Fundació Julio Muñoz Ramonet.